# Valea Nucarilor
Valea Nucarilor község Tulcea megyében, Dobrudzsában, Romániában. A hozzá tartozó települések: Agighiol és Iazurile.

## Fekvése
A település az ország délkeleti részén található, a megyeszékhelytől, Tulcsától huszonnégy kilométerre délre.

## Története
Régi török neve Sarigöl. A 20. század elején neve I. G. Duca volt, Ion Gheorghe Duca román miniszterelnök után, a ma használatos nevét pedig 1954-ben kapta.

## Lakossága
A nemzetiségi megoszlás a következő:
| 2002     | 2002 | 2002   |
| -------- | ---- | ------ |
| Románok  | 3965 | 99,72% |
| Romák    | 7    | 0,17%  |
| Magyarok | 1    | 0,02%  |
| Ukránok  | 1    | 0,02%  |
| Törökök  | 1    | 0,02%  |
| Bolgárok | 1    | 0,02%  |
| Összesen | 3976 | 100,0% |